# ZFC in het seizoen 1967/68
Het seizoen 1967/1968 was het 13e jaar in het bestaan van de Zaandamse betaaldvoetbalclub ZFC. De club kwam uit in de Tweede divisie en eindigde daarin op de 12e plaats. Tevens deed de club mee aan het toernooi om de KNVB beker, hierin werd de club in de groepsfase uitgeschakeld.

## Wedstrijdstatistieken

### Tweede divisie
|       | AGOVV | Baronie | SC Drente | EDO   | Excelsior | Fortuna | Gooiland | De Graafschap | Heerenveen | Helmond Sport | Hermes DVS | Hilversum | Limburgia | NOAD  | PEC   | Roda JC | Veendam | Wageningen | Zwolsche Boys |
| ----- | ----- | ------- | --------- | ----- | --------- | ------- | -------- | ------------- | ---------- | ------------- | ---------- | --------- | --------- | ----- | ----- | ------- | ------- | ---------- | ------------- |
| Thuis | 1 – 1 | 1 – 1   | 0 – 0     | 1 – 1 | 1 – 2     | 0 – 2   | 0 – 1    | 0 – 0         | 2 – 2      | 1 – 0         | 1 – 1      | 3 – 1     | 1 – 0     | 1 – 1 | 2 – 1 | 3 – 1   | 0 – 3   | 1 – 2      | 4 – 1         |
| Uit   | 1 – 1 | 1 – 2   | 1 – 0     | 0 – 0 | 2 – 1     | 3 – 1   | 0 – 1    | 1 – 0         | 1 – 2      | 2 – 0         | 1 – 0      | 0 – 0     | 1 – 3     | 1 – 0 | 4 – 2 | 0 – 1   | 0 – 0   | 0 – 0      | 1 – 1         |

### KNVB beker
| Groepsfase                                      | ZFC                                      | 0 – 0 (0 – 0) | AZ '67                  |
| 25 februari 1968 Plaats: Zaandam Westzanerdijk  |                                          |               |                         |
| Groepsfase                                      | Volendam                                 | 4 – 0 (1 – 0) | ZFC                     |
| 10 maart 1968 Plaats: Volendam Volendam Stadion | Johan Pelk 17', 65' (pen.), 78' Jaap Tol |               |                         |
| Groepsfase                                      | ZFC                                      | 1 – 1 (1 – 0) | DWS                     |
| 24 maart 1968 Plaats: Zaandam Westzanerdijk     | Atie van der Walle 15'                   |               | 61' Frits Flinkevleugel |

## Statistieken ZFC 1967/1968

### Eindstand ZFC in de Nederlandse Tweede divisie 1967 / 1968
| Stand | Gespeeld | Gewonnen | Gelijk | Verloren | Punten | Doelpunten voor | Doelpunten tegen |
| ----- | -------- | -------- | ------ | -------- | ------ | --------------- | ---------------- |
| 12e   | 38       | 11       | 14     | 13       | 36     | 38              | 41               |

### Topscorers
| #                | Naam                         | Goal |
| ---------------- | ---------------------------- | ---- |
| 1.               | Piet Buis                    | 10   |
| 2.               | Map Marijt                   | 6    |
| 3.               | Hans Bakker                  | 5    |
| 4.               | Hans Deen                    | 4    |
| 5.               | Gerrit Zwarthoed             | 3    |
| 6.               | Tjeerd Koopman               | 2    |
| 7.               | Abe van den Ban              | 1    |
| 7.               | Brouwer                      | 1    |
| 7.               | Jan Brouwer                  | 1    |
| 7.               | Wim Perlee                   | 1    |
| 7.               | Atie van de Walle            | 1    |
| 7.               | Dick Zwarthoed               | 1    |
| Eigen doelpunten |                              |      |
| –                | Frans van Ernst (Wageningen) | 1    |
| –                | Math Schmeitz (Limburgia)    | 1    |
| Totaal           | Totaal                       | 38   |

| #      | Naam               | Goal |
| ------ | ------------------ | ---- |
| 1.     | Atie van der Walle | 1    |
| Totaal | Totaal             | 1    |

## Voetnoten
AGOVV · Baronie · SC Drente · EDO · Excelsior · Fortuna · Gooiland · De Graafschap · Heerenveen · Helmond Sport · Hermes DVS · Hilversum · Limburgia · NOAD · PEC · Roda JC · Veendam · Wageningen · ZFC · Zwolsche Boys